# Temrjukskij rajon
Il Temrjukskij rajon (in russo Темрюкский район?) è un rajon del Kraj di Krasnodar, nella Russia europea.